# 木下利恭
木下 利恭（きのした としやす）は、江戸時代後期の大名、明治時代の華族。備中国足守藩第12代（最後）の藩主。官位は従五位下・石見守、備中守。足守藩木下家13代。明治期には子爵に列せられる。養嗣子に、大正時代の歌人として有名な木下利玄がいる。

## 経歴
11代藩主・木下利愛の次男として誕生した。幼名は三之丞。
弘化4年（1847年）10月1日、12代将軍・徳川家慶に拝謁した。同年11月23日、利愛の隠居により家督を継いだ。同年12月16日、従五位下・備中守に叙任した。
慶応4年（1868年）1月26日、上洛し、明治新政府支持の姿勢を示した。戊辰戦争では、旧幕府軍に与して箱館まで転戦した板倉勝静の藩である備中松山藩の追討に参加した。同年8月4日、明治新政府に対し、陸奥国信夫郡内の領地1万1400石余を備中賀陽郡内に改めてもらうことを願う。明治2年（1869年）6月20日、版籍奉還により知藩事となった。明治4年（1871年）7月15日、廃藩置県により免官となる。1884年（明治17年）7月8日、子爵を叙爵した。
明治23年（1890年）3月29日、59歳で死去した。法号は大信院殿敬翁利恭大居士。

## 系譜
- 父：木下利愛（1804年 - 1859年）
- 母：孝 - 山内豊策の娘
- 正室：丹羽長富の娘
- 養子
  - 男子：木下利玄（1886年 - 1925年） - 木下利永の次男